# Simbologia comunista
La simbologia comunista è l'insieme dei simboli rappresentanti il comunismo: diversi simboli sono in comune con il socialismo.

## Bandiera rossa
La bandiera rossa è un simbolo socialista, associato in particolare con la sinistra rivoluzionaria e con le tradizioni socialdemocratiche e sindacali. Questo deriva dalla bandiera rossa della antica Repubblica romana, simbolo -appunto- della repubblica, in contrapposizione con la monarchia.
Una bandiera rossa è stata spesso innalzata o portata da gruppi socialisti e comunisti, a partire dalla Comune di Parigi del 1871. Tali gruppi hanno impiegato una bandiera rossa semplice o recante i nomi o gli emblemi dei propri partiti, movimenti, organizzazioni o sindacati. Ancora oggi, le bandiere rosse caratterizzano, in modi e forme diverse, gran parte delle manifestazioni e dei raduni di movimenti di sinistra.
Bandiera Rossa è anche una canzone che da più di un secolo rappresenta la sinistra socialista e comunista in Italia.

## Falce e martello
Falce e martello è un simbolo usato per rappresentare il comunismo o il socialismo e i partiti comunisti o alcuni partiti socialisti. È costituito da una falce sovrapposta a un martello.
Fin dal Medioevo il martello identificava negli stemmi le corporazioni artigianali. Le organizzazioni proletarie dell'Europa occidentale scelsero il martello come proprio simbolo di classe nella seconda metà del XIX secolo. Alla vigilia della rivoluzione russa il martello era un simbolo della classe operaia diffuso e riconosciuto tra le file del movimento rivoluzionario russo.
Nell'araldica russa fino al 1917 la falce è frequente negli stemmi di molti villaggi, a rappresentazione del raccolto e del lavoro agricolo.
I due attrezzi vennero scelti come simboli della classe lavoratrice e rappresentano l'unità tra i lavoratori agricoli e industriali.

## Il pugno alzato
Simbolo storico della lotta proletaria, dell'unità e della solidarietà, il pugno alzato (o pugno chiuso) nasce tra la fine del 1923 e l'inizio del 1924 come saluto del Rotfrontkämpferbund (RFKB - RFB), i Soldati rossi di prima linea, organizzazione paramilitare del Partito comunista tedesco (KPD). Il pugno alzato nasce in contrapposizione al saluto dei nazisti che distendono il braccio fino alla mano. All'inizio il braccio destro piegato verso il fianco in modo da posizionare il pugno all'altezza del petto, come un vero e proprio pugno pronto a colpire. Ma già nel 1925 la mano si è distaccata dal petto spostandosi vicino alla spalla destra. 
Durante la Guerra civile spagnola il pugno viene portato vicino alla tempia destra, ma già alla fine della guerra il pugno è tornato vicino alla spalla destra.
In questa posizione rimarrà fino alla fine degli anni sessanta quando gli studenti iniziano ad usare anche il braccio sinistro.
Verso la metà degli anni sessanta, con i funerali di Palmiro Togliatti si ha una significativa modifica interpretativa del pugno alzato: nei funerali viene disteso e torna ad avere la valenza di saluto militare dell'inizio, ma durante i cortei e le manifestazioni viene mosso ritmicamente all'unisono con la cadenza degli slogan lanciati. Il pugno diventa così un fattore aggregante.

## Altri simboli
Questi simboli non sono necessariamente comunisti tuttavia sono stati utilizzati da Stati e da partiti comunisti
- sole nascente: presente sullo emblema dell'Unione Sovietica, della Repubblica Socialista di Romania e della Repubblica Democratica dell'Afghanistan. Rappresenta il "sol dell'avvenire" che irradia il futuro mondo socialista.
- stella rossa: presente, anche in variante gialla su sfondo rosso, sulle bandiere di Jugoslavia, Unione Sovietica, Cina, Vietnam e su gran parte delle bandiere e degli emblemi di Stati socialisti e comunisti. È simbolo di vittoria e, come per il sole, di vita.
- fasci di grano o altre colture: presente su quasi tutti gli stemmi, in particolar modo in quelli dei paesi meno industrializzati, e sulla bandiera della Germania Est, della Repubblica Socialista di Romania o della Repubblica Democratica dell'Afghanistan.
- strumenti da lavoro: oltre a falce e martello, anche zappe (Mozambico), ingranaggi e ruote dentate (Angola, Bulgaria, Cina, Laos, Vietnam), machete (Angola), un compasso (Germania Est) e un pennello per il Partito del Lavoro di Corea.
- globo terrestre: presente sull'emblema dell'Unione Sovietica e di sue diverse repubbliche, su quello della Repubblica Sovietica Cinese e su diversi emblemi della Repubblica Popolare di Tuva.
- fucile d'assalto Kalašnikov: è il nome con cui è noto il fucile AK-47, simbolo di molti gruppi armati comunisti e presente sulla bandiera del Mozambico.
- impianti industriali: presenti sugli stemmi di Laos, Kampuchea Democratica (la Cambogia ai tempi del regime dei Khmer rossi), della Repubblica Popolare di Kampuchea e Corea del Nord.
- libro aperto: simboleggia la giustizia ed è presente negli emblemi di Mozambico, Angola e Repubblica Democratica dell'Afghanistan.
- Guerrillero Heroico (volto di Che Guevara): presente sui pesos cubani, sulla facciata del Ministero dell'Interno a Plaza de la Revolución a L'Avana e riportata su numerosissime magliette e bandiere in tutto il mondo.